# デーヴァキー

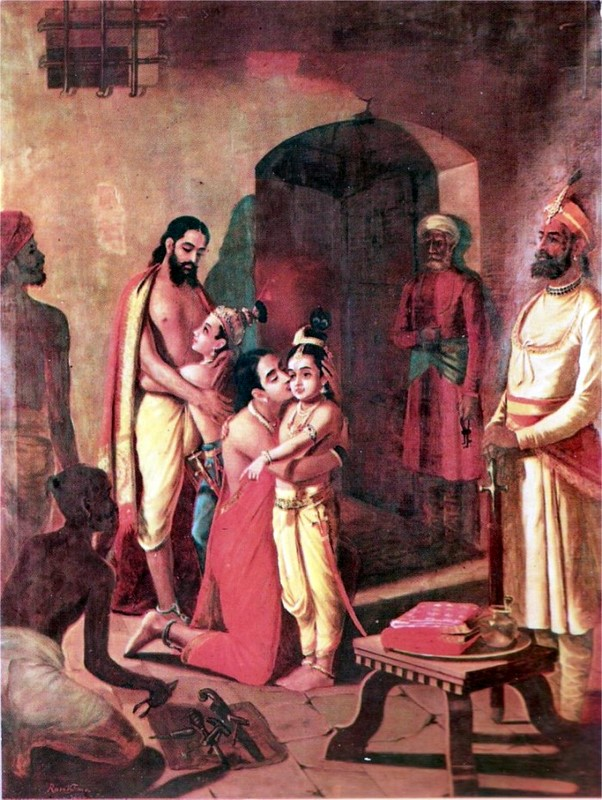
クリシュナとバララーマが両親に会う場面（ラヴィ・ヴァルマ画）

デーヴァキー(Devakī、देवकी)は、インド神話に登場する女性。ヤドゥ族の出身で、マトゥラーの悪王カンサの妹（またはいとこ）。ヴァスデーヴァの妻で、ヴィシュヌ神の化身であるバララーマ、クリシュナの母。デーヴァキーの生む子供が後に自分を殺すことを知ったカンサによって、夫ヴァスデーヴァとともに獄中に監禁された。彼女の生む子供は6人まで殺されたが、第7子バララーマはローヒニーの胎内に移されて無事に生まれた。また第8子クリシュナはナンダとヤショーダーの生まれたばかりの娘とすり替えられて助かった。こうしてクリシュナとバララーマは無事成長し、後にカンサを殺した。またクリシュナは地獄から他の6人の兄弟を連れ戻し、デーヴァキーが彼らに乳を与えると、彼らは昇天したとされる。